# Duguetia hadrantha
Duguetia hadrantha là loài thực vật có hoa thuộc họ Na. Loài này được (Diels) R.E.Fr. mô tả khoa học đầu tiên năm 1934.